# Balneari de Senillers
El Balneari de Senillers és un hotel-balneari del municipi de Lles de Cerdanya (Cerdanya) que forma part de l'Inventari del Patrimoni Arquitectònic de Catalunya.

## Descripció
L'hotel-balneari de Senillers està situat al municipi de Lles, a la comarca de la Cerdanya. L'edifici es va construir l'any 1876 amb materials de la zona com són pedres de granit o bé fusta de pi silvestre. En un origen recollia i servia les aigües que brollen de cinc fonts, amb característiques diferents: del Païdor, de la Muntanya i del Riu (alcalines-silicatades), dels Brians (sulfuroses) i del Ferro (sulfuroses i ferruginoses). La diversitat de minerals a les aigües el va convertir en pocs anys en un reclam per la societat catalana, i així va ser una destinació a l'estiu molt popular.
Es tracta d'un edifici situat a migdia, de planta baixa i quatre pisos, que es perllonga a l'oest en dos cossos i que té l'entrada per l'est, a través de dos porxos a dos nivells amb arcades. A llevant hi ha un edifici annex, format per dos petits cossos. La façana principal és coronada amb una coberta de dues vessants al centre (frontó amb tres obertures) i als laterals s'estén la coberta plana.
En l'actualitat l'edifici és afectat per lesions de gran importància, com filtracions d'aigua provinents de la coberta i atac d'insectes a les bigues. Existeix un programa de rehabilitació.

## Història
Actualment funciona com a bar restaurant. El lloc ja es coneixia com a Sanillers l'any 1030. L'edifici es va construir l'any 1876. L'any 1946 la família Pascual va adquirir l'edifici i va decidir reformar-lo i ampliar-lo. L'arquitecte que va realitzar el projecte era el senyor Climent Maynés i Gaspar. A partir d'aquest moment l'edifici deixaria de ser un balneari i es convertiria en un hotel. Al cap d'unes dècades, concretament l'any 1993, l'edifici passà a mans de l'Institut Terapèutic Internacional de Catalunya, gestionat pel senyor Hug Coats i la senyora Nadya Coats.